# Maren (Sängerin)
Maren, auch Maren Fernau (* 2. September 1952 in Friedrichshafen, bürgerlich Marlene Ferk, später Marlene Wartenberg), ist eine ehemalige Schlagersängerin.

## Leben
Sie wuchs zum Teil in Vorarlberg auf, wo ihre Eltern einen Wohnsitz hatten. Nach mehrjährigem klassischen Gesangs-, Klavier- und Ballettunterricht wurde sie 1970 bei einem Nachwuchswettbewerb des Südwestfunks entdeckt und trat kurz danach als Marlene in der Sendung Talentschuppen auf. 1972 nahm sie mit dem Titel Wie ein Blatt im Wind an der Show-Chance teil und belegte den vierten Platz.
Gleichzeitig erhielt sie einen Plattenvertrag bei Ariola und den Künstlernamen Maren. Mit ihrer Debüt-Single Es soll sehr schön sein – Piri Piri nach dem Original von Los Paraguayos trat sie am 18. März in der ZDF-Hitparade auf. Ebenfalls 1972 machte sie ihr Abitur. Am 26. Januar 1974 hatte sie mit Mein Schatz, dein Platz ist neben mir einen weiteren Auftritt in der ZDF-Hitparade.
Nach dem Einstieg als wissenschaftliche Mitarbeiterin im Deutschen Bundestag 1994 arbeitete sie im Musikbereich zuerst in einer Verwertungsgesellschaft (GEMA), und im Verbandswesen, war als Rechtsanwältin für Urheberrecht tätig und von 1999 bis 2001 Generalsekretärin des Deutschen Musikrats. Danach spezialisierte sie sich auf europäisches Tierschutzrecht, war u. a. Dozentin an der Freien Universität Barcelona in diesem Bereich. Nach Hamburg und Berlin eröffnete und leitete sie von 2007 bis 2014 ein Verbandsbüro für eine internationale Tierschutzorganisation (VIER PFOTEN International) in Brüssel und war danach weiterhin als Beraterin tätig, u. a. für TASSO. Seit 2017 ist Maren im Ruhestand.

## Singles
- 1972: Es soll sehr schön sein (Piri, Piri) Aus Träumen macht die Liebe für dich Wirklichkeit
- 1972 (als Maren Fernau): Jeden Abend in Athen Lieben heißt leben mit dem Risiko
- 1973: Mein Schatz, dein Platz ist neben mir So schön wie heute und morgen
- 1974: Adriano Wie schön kann so ein Sonntag sein
- 1975: Liebesabenteuer	So war es noch nie